# فضای پنج‌بعدی

فضای ۵ بعدی (مکعب عدد ۵)

در دانش فیزیک و ریاضی، یک ترتیب برداری از n عدد می‌تواند به شکل یک موقعیت مکانی n بعدی در فضا تفهیم شود. حال هنگامی که n برابر عدد ۵ می‌شود، به آرایش موقعیت‌های برداری، فضای ۵ بعدی اقلیدسی می‌گویند. فضای بیضوی ۵ بعدی و فضای هذلولی همچنین به همراه خمینه‌های مثبت و منفی مورد مطالعه قرار می‌گیرند. اینکه عالم هستی حقیقی که ما در آن زندگی می‌کنیم، ۵ بعدی است یا نه، موضوعی است که در شاخه‌های مختلف فیزیک مورد بحث و کاوش بوده است.